# Monte Bregagno
Der Monte Bregagno ist ein 2107 m s.l.m. hoher Berg der Tambogruppe in der Nähe der italienisch-schweizerischen Grenze, westlich des Comer Sees.

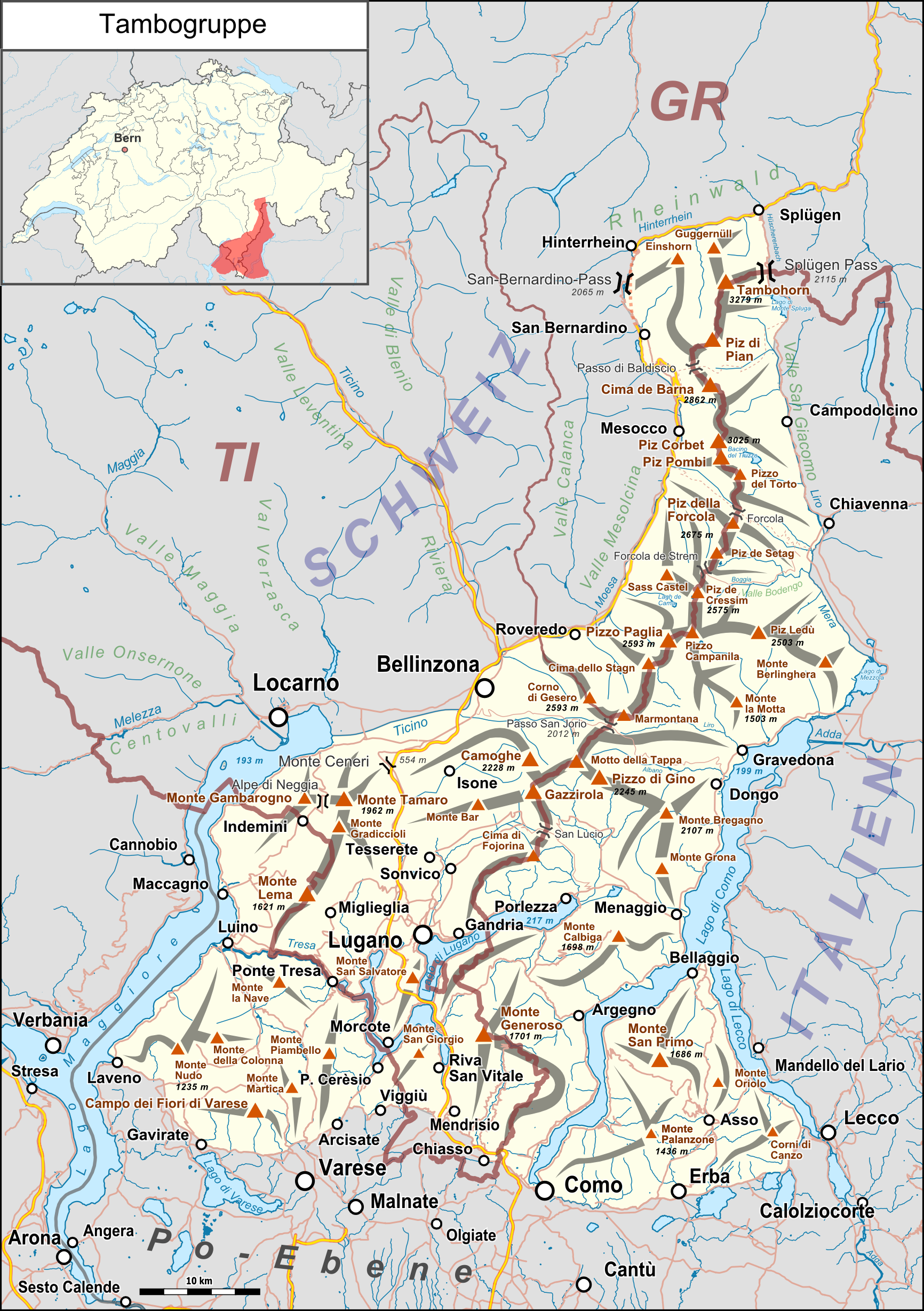
Tambogruppe

## Lage
Der Monte Bregango liegt zwischen dem Comer See und der Bergkette entlang der Grenze zur Schweiz. Er ist der höchste Berg in der westlichen Umrahmung des Comer Sees, mit seiner rasigen Oberfläche aber weniger eindrucksvoll als der südlich benachbarte Monte Grona. Der Berg hat zwei Nebengipfel, die beide Bregagnino (Kleiner Bregagno) genannt werden, mit 1902 bzw. 2092 m Höhe.

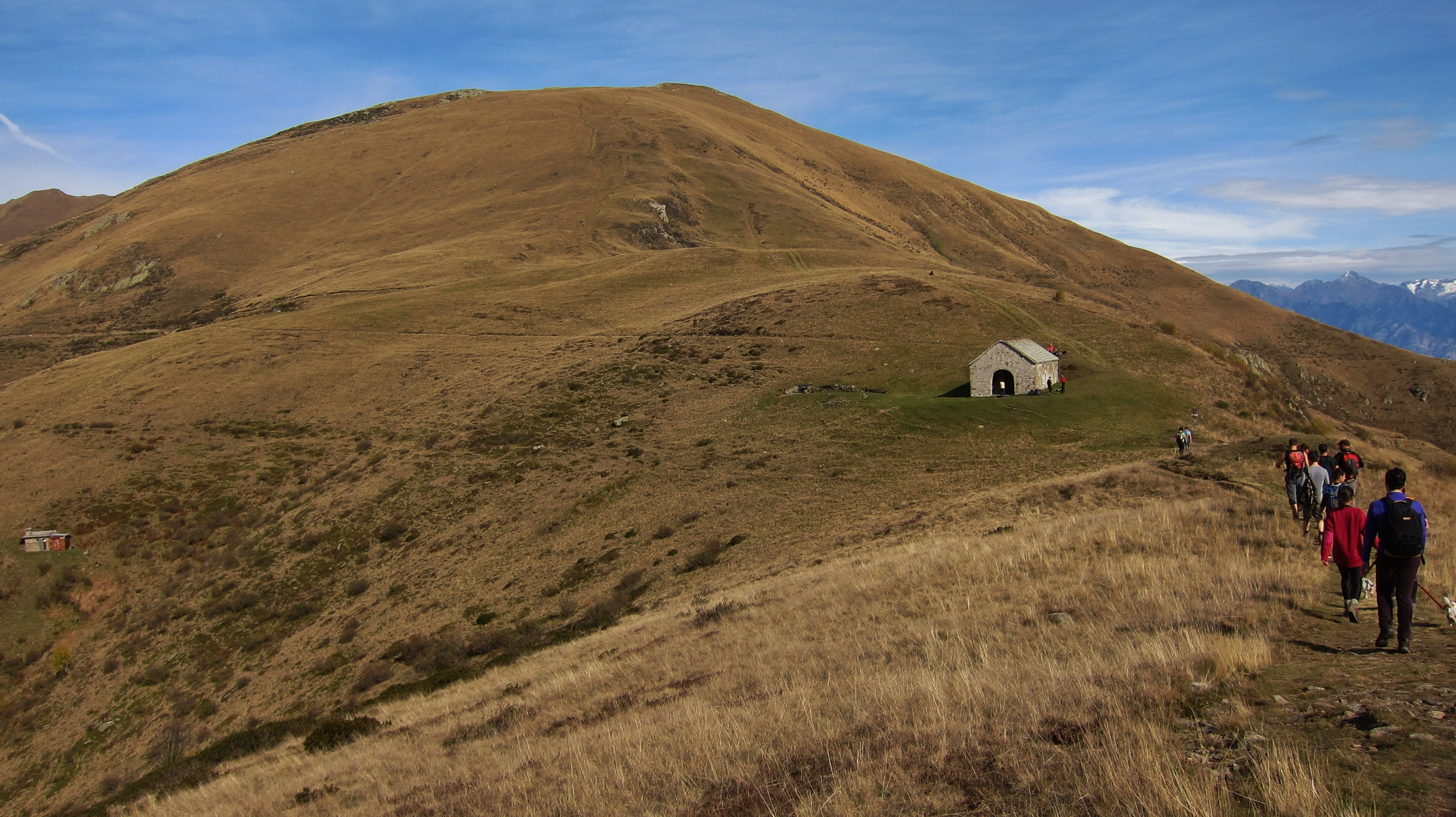
Kapelle Sant'Amate am Weg vom Monte Grona zum Monte Bregagno

Politisch ist der Berg wie folgt einzuordnen:
- Italien – Lombardei – Provinz Como – Plesio

## Begehung
Wanderer genießen vom Gipfel eine weite Aussicht auf den Comer See. Von Monti Breglia aus ist der Gipfel in einer Wanderung zu erreichen.